# Sur (álbum de Jaime Roos)
Sur es un álbum perteneciente al cantautor uruguayo Jaime Roos editado en el año 1987 bajo el sello Orfeo.
Todas las canciones del disco tienen letra y música de Jaime Roos, excepto Tu vestido blanco(letra de Hugo Bonaldi), Las luces del estadio (letra de Raúl "Flaco" Castro) y Despedida del Gran Tuleque '87 (letra de Mauricio Rosencof).
La canción Sí sí sí ya había sido grabada por Roos en su segundo disco (Para espantar el sueño). En esta versión Jaime es acompañado por la banda Opa. Según él mismo cuenta: 

"Sí sí sí no integraba la selección original de temas para este álbum. La llegada de Opa a Montevideo, seis años después de su último encuentro, motivó esta grabación. En el 81 fue precisamente Sí sí sí la primera canción que toqué junto a ellos. Por tanto los motivos no son solo musicales (considero que Opa es el mejor grupo que ha dado Uruguay) sino también afectivos"

Otras canciones que ya había sido grabadas por el músico (en estos casos en el disco Candombe del 31) son Tu vestido blanco (que aparecía con el nombre Que te había olvidado), Y es así y Carta a Poste restante. Según el mismo Jaime, las nuevas versiones obedecen al hecho que no le convencen las originales y a que la mayoría de la gente desconocía su primer disco.
La canción Despedida del Gran Tuleque '87 formaba parte de la obra El regreso del Gran Tuleque, de Mauricio Rosencof. De ahí que en el disco aparezca el elenco del Teatro La Gaviota (entre quienes se destaca la figura de "Pinocho" Routin). También participan en la percusión los músicos Freddy "Zurdo" Bessio, Edú "Pitufo" Lombardo y Ronald Arismendi, además de Raúl "Flaco" Castro en el recitado final de la canción.
Aparecen como músicos invitados varios referentes de la música popular uruguaya, además de los ya mencionados : Estela Magnone, Mariana Ingold, Los Olimareños (en Y es así), Ruben Rada (en Candombe de Reyes),Guilherme de Alencar Pinto.
El disco fue reeditado (junto con 7 y 3) en 2000 en formato CD.
Dani Umpi grabó versiones de las canciones de este disco, en un álbum que llamó "North". Todas las canciones (a excepción de "Candombe de Reyes") aparecen con las letras traducidas al inglés.

## Lista de canciones
1. Lluvia con sol 3:02
2. Sí sí sí 5:37
3. Tu vestido blanco 2:33
4. Y es así 2:20
5. Candombe de Reyes 6:31
6. Amándote 5:07
7. Las luces del Estadio 4:24
8. Carta a Poste Restante 4:15
9. Despedida del Gran Tuleque '87 3:49